# Российский биотехнологический университет
Росбиотех — российское высшее учебное заведение, созданное в 2022 году на базе Московского государственного университета пищевых производств.
Полное название — Федеральное государственное бюджетное образовательное учреждение высшего образования «Российский биотехнологический университет (Росбиотех)».
Готовит специалистов в области биоинженерии и биотехнологий, пищевой химии и машиностроения, медицины, ветеринарии, экономики, организации, управления качеством, безопасностью и экологией производства продуктов и пищевых высокотехнологичных производств. Осуществляет подготовку специалистов по 123 направлениям обучения по уровням: СПО, бакалавриат, магистратура, аспирантура и ординатура.
В университете обучается более 8000 студентов.

## История
14 мая 1930 года для подготовки инженерных и рабочих кадров для пищевой промышленности, приказом по Народному комиссариату внешней и внутренней торговли СССР в Москве был создан Московский институт технологии зерна и муки (МИТЗиМ), включавший два отделения — мукомольно-элеваторное и хлебопекарное. Институт был создан на базе факультета зерна и муки Московского химико-технологического института имени Д. И. Менделеева и механического факультета Московского высшего технического училища имени Н. Э. Баумана.
В 1934 году в состав МИТЗиМ вошёл Луганский институт хлебопекарной промышленности, а в 1939 году Ленинградский институт кондитерской промышленности. В 1941 году МИТЗиМ объединился с Московским институтом инженеров мукомольной промышленности и элеваторного хозяйства. Объединённый институт получил название Московский технологический институт пищевой промышленности (МТИПП). В состав его входили технологический, элеваторно-мукомольный, механический и экономический факультеты.
Для восстановления пищевой промышлености СССР после Великой Отечественной войны, в МТИПП расширяется контингент студентов, создаются новые кафедры, открываются новые специальности, читаются новые курсы. Так, на механическом факультете с 1952 г. началась подготовка инженеров-электромехаников по автоматизации химико-технологических производств, с 1959 г. — инженеров по конструированию машин-автоматов для мельнично-элеваторной и пищевой промышленности.
В 1953 году на базе заочного факультета МТИПП был создан Всесоюзный заочный институт пищевой промышленности. С 1962 году начался выпуск инженеров-технологов в области технологии ферментных препаратов.
В 1972—1973 учебном году в институте обучалось около 6 тыс. студентов, работало около 500 преподавателей, в том числе 44 профессора и доктора наук, 250 доцентов и кандидатов наук.
По словам Н. Ф. Гатилин к 1973 году в МТИПП работало 427 преподавателей, из которых 45 являлись докторами наук и профессорами, а 220 доцентами и кандидатами наук. В состав института входили следующие факультеты: пищевых производств, хранения и переработки зерна, механический, инженерно-экономический, вечерний, повышения квалификации преподавателей вузов и специалистов пищевой промышленности. Институт имел аспирантуру, подготовительное отделение, 38 кафедр, проблемную и 7 отраслевых лабораторий. Институт имел право принимать к защите кандидатские и докторские диссертации. Библиотека института содержала 600 тыс. единиц хранения. Институт издавал сборники научных трудов. К 1973 году МТИПП успел подготовить в общей сложности около 20 тысяч специалистов.
В 1992 году МТИПП получил статус академии и стал называться Московской государственной академией пищевых производств (МГАПП). В 1997 году академия получила статус университета.

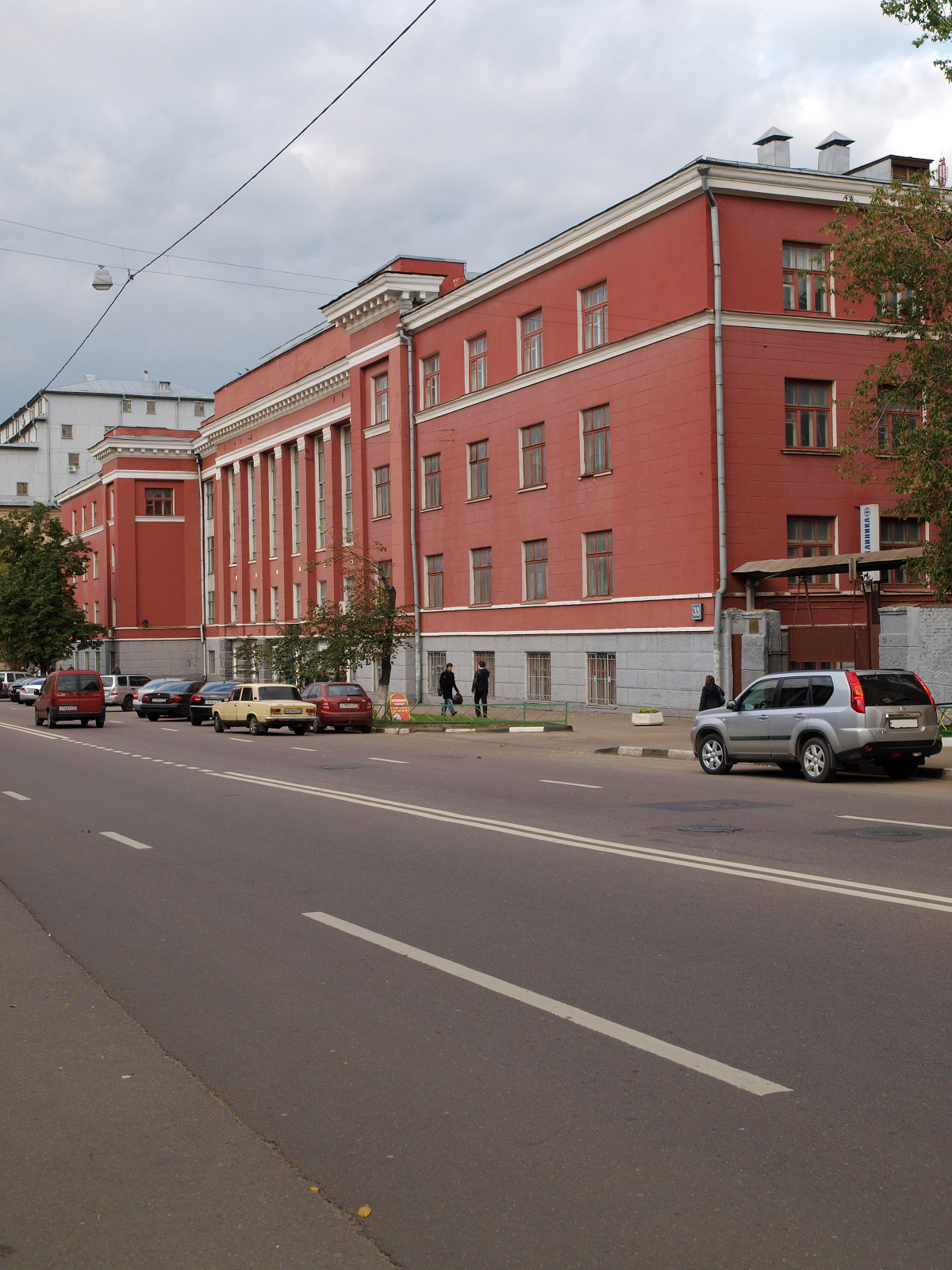
Учебный корпус на ул. Талалихина (с 1930 по 2011 год — здание Московского государственного университета прикладной биотехнологии).

В 2011 году приказом Министерства образования и науки России к Московскому государственному университету пищевых производств (МГУПП) присоединили Московский государственный университет прикладной биотехнологии и Государственную академию инноваций. В 2011 году данный показатель по двум университетам составлял суммарно более 12 тыс. обучающихся.
В 2017 году ректором вуза был назначен М. Г. Балыхин, в кандидатской диссертации которого экспертами сообщества «Диссернет» были позднее обнаружены многочисленные некорректные заимствования.
В 2018 году общее количество студентов объединенного вуза составило порядка 4000 человек.
В 2022 году ФГБОУ ВО «МГУПП» реорганизован в ФГБОУ ВО «Росбиотех».

## Ректоры
- Шпиндлер Е. М. (1931—1936, ТМЭИ)
- Сарычев Б. Г. (1931—1933, МИТИХ)
- Локшин А. Я. (1933—1938, МИТИХП)
- Шумаев Ф. Г. (1938—1941, МПИПП)
- Подгорный Н. В. (1942—1944, МТИПП)[11]
- Трисвятский Л. А. (1944—1946)
- Стабников В. Н. (1946—1951)
- Гатилин Н. Ф. (1951—1975)
- Красников В. В. (1975—1988)
- Тужилкин В. И. (1989—2007)
- Хуршудян С. А. (2007—2009)
- Еделев Д. А. (2009—2015)
- Тихомиров А. А. (2015) — и. о. ректора
- Ясинов О. Ю. (2015—2017) — и. о. ректора
- Балыхин М. Г. (2017—2024) — ректор, в 2022 году был отстранён от исполнения обязанностей на время следствия
- Кучумов А. В. (ноябрь 2022 — апрель 2023) — и. о. ректора
- Надежин Н. Н. (с апреля 2023 — по май 2023) — врио ректора
- Солдатов А. А. (май 2023 — 3 июля 2024[12]) — и. о. ректора
- Жукова Н. В. (июль 2024 — наст. время) — и. о. ректора[13]

## Структура

### Институты
По состоянию на 2025 год в университете действуют следующие институты:
- Институт пищевых систем и здоровьесберегающих технологий
- Институт прикладной биотехнологии и пищевой инженерии имени академика РАН И. А. Рогова
- Институт ветеринарии, ветеринарно-санитарной экспертизы и агробезопасности
- Институт промышленной инженерии, информационных технологий и мехатроники
- Медицинский институт
- Международный институт управления и бизнеса
- Медицинский институт непрерывного образования
- Международный технологический колледж Росбиотех

### Филиалы
ФГБОУ ВО «Пущинский государственный естественно-научный институт», участник инновационного проекта Правительства Московской области по созданию научного биотехнологического кластера со статусом наукограда «Большой Серпухов». Выпускники филиала Росбиотех становятся сотрудниками Пущинских академических НИИ РАН и ведущими специалистами профильных предприятий реального сектора экономики («Биокад», «Герофарм», «Уралхим», «Эфко»).

## Образовательная деятельность
Набор на 2025 год:
- 41 направления подготовки бакалавров
- 27 направлений подготовки магистров
- 6 программ подготовки специалистов
- 28 программ аспирантуры
- 30 направлений ординатуры
- 9 программ среднего профессионального образования

## Сотрудничество
Среди индустриальных партнёров университета — ООО «Мясновъ», «Булочно-кондитерский комбинат „Коломенский“», группа компаний «Черкизово», «Мираторг», «Малино», «Останкинский мясоперерабатывающий комбинат», «Истринская сыроварня», «Вкусвилл», «Уралхим», «Велфарм-М», «Домодедово трейнинг», АО «Вимм-билль-данн», «Бегарат» и другие.
В 2023 году под эгидой Росбиотеха были созданы Центры открытого образования и обучения русскому языку как иностранному в Южно-Африканской Республике, Республике Намибия, Республике Зимбабве, Республике Ботсвана, Республике Куба и в Киргизской Республике. Заключены соглашения о сотрудничестве и партнёрстве с университетами Таджикистана, Казахстана, Кыргызстана, Болгарии, Турции, Аргентины, Южной Кореей, Китаем, Кубой и других стран.

## Награды и рейтинги
За заслуги в подготовке специалистов для народного хозяйства и развитие научных исследований МТИПП награждён орденом Трудового Красного Знамени, а в 1981 г. — Почётной Грамотой Президиума Верховного Совета РСФСР «За большие заслуги в подготовке специалистов для народного хозяйства и развитие научных исследований».
В 2022 году Росбиотех вошёл в Глобальный рейтинг «Три миссии университета» (MosIUR) и в шорт-лист предметных рейтингов России экосистемы рейтингов «Три миссии университета» по версии RAEX: «Пищевые технологии» — 2 место, «Биотехнологии и биоинженерия» — 17 место.
Национальный рейтинг университетов от группы Интерфакс в 2023 году — 134—136 место.
В 2023 году университет занял 5-е место в предметном рейтингe RAEX по направлению «Ветеринария и зоотехния».
В международных рейтингах в области экологии и устойчивого развития: в THE Impact Ranking в 2022 году университет занял место 401—600, в UI GreenMetric — 278-е место.
В 2021 году МГУПП вошёл в состав кандидатов на участие в программе академического лидерства «Приоритет-2030», в 2022—2024 годах являлся участником программы.

## Известные выпускники
- Рогов, Иосиф Александрович (1953) — советский и российский биотехнолог, академик ВАСХНИЛ, академик РАН
- Кишковский, Збигнев Николаевич — учёный в области технологии и химии вина
- Горбатов, Альфред Васильевич (1955) — ученый в области механизации и автоматизации производственных процессов в пищевой промышленности, академик ВАСХНИЛ, академик РАСХН
- Лимонов, Генрих Евсеевич (1958) — учёный в области технологии мясных, молочных и рыбных продуктов, член-корреспондент РАСХН
- Молочников, Валерий Викторович (1959) — учёный в области технологии переработки молока, член-корреспондент ВАСХНИЛ, член-корреспондент РАН
- Филиппов, Виктор Васильевич (1961) — учёный в области ветеринарии, член-корреспондент ВАСХНИЛ
- Авидзба, Валерий Борисович — советский винодел и селекционер винограда, совладелец ООО «Вина и воды Абхазии», а также директор ООО «Абхазалко»
- Харитонов, Владимир Дмитриевич (1963) — учёный в области технологии производства молочных продуктов, академик РАН
- Панфилов, Виктор Александрович (1964) — учёный в области переработки растениеводческой продукции, академик ВАСХНИЛ, академик РАСХН, академик РАН
- Кочетов, Алексей Андреевич (1966) — предприниматель, промышленник, президент комбината «Очаково»
- Аксёнова, Лариса Михайловна (1968) — учёный в области технологии хлебопекарных, макаронных и кондитерских продуктов, академик РАСХН, академик РАН
- Муромов, Михаил Владимирович (1971) — певец, композитор
- Панасюк, Александр Львович (1971) — учёный в области технологии продуктов брожения, алкогольных и безалкогольных напитков, член-корреспондент РАН
- Оганесянц, Лев Арсенович (1972) — учёный в области микробиологии, биохимии и технологии виноградных, плодовых вин, коньяка и шампанского, академик РАСХН, академик РАН
- Панин, Александр Николаевич (1972) — учёный в области ветеринарной микробиологии и эпизоотологии, академик РАСХН, академик РАН
- Римарева, Любовь Вячеславовна (1973) — учёный в области биотехнологии пищевых продуктов, академик РАН
- Петров, Андрей Николаевич (1976) — учёный в области консервирования и хранения продуктов растительного и животного происхождения, член-корреспондент РАСХН, академик РАН
- Чернуха, Ирина Михайловна (1979) — учёный в области технологии мясных продуктов, академик РАН
- Боллоев, Таймураз Казбекович (1980) — предприниматель, промышленник, президент компании «Балтика»
- Хайров, Рашид Рифатович (1983) — предприниматель, основатель и совладелец группы компаний «Дамате»
- Серба, Елена Михайловна (2000) — учёный в области пищевой биотехнологии, член-корреспондент РАН